# 川村茂邦
川村 茂邦（かわむら しげくに、1928年12月9日 - 1999年4月1日）は、日本の経営者。大日本インキ化学工業社長を務めた。

## 来歴・人物
関東州大連市出身。1953年に東京大学法学部政治学科を卒業。日本長期信用銀行での勤務を経て、1959年に大日本インキ化学工業に転じ、1966年5月に取締役に就任し、1972年12月に常務、1974年11月に専務を経て、1976年6月に副社長に就任し、1978年6月には社長に昇格。1994年3月に特別顧問に就任。
1999年4月1日呼吸不全のために死去。70歳没。